# Rouillac, Côtes-d'Armor
Rouillac (tiếng Breton: Rioleg) là một xã của tỉnh Côtes-d’Armor, thuộc vùng Bretagne, tây bắc Pháp.

## Dân số
Người dân ở Rouillac được gọi là Rouillacais.